# Station Solo-Kota
Solo-Kota is een spoorwegstation in de Indonesische provincie Midden-Java.